# Zone22
Zone22（ゾーン・トゥー・トゥー）とは、J SPORTS3で平日22時から24時に放送される、主に生放送のスポーツ情報番組の総称である。

## 概要
J SPORTSでは2011年10月からスカパー!e2の視聴者を対象にBSデジタル放送を開始（ケーブルテレビ・IP放送・スカパー!SD/HDはこれまでどおりCSにて受信）したが、これをきっかけにJ SPORTSの番組が実際どのような形で放送されているかを体感してもらう為、期間限定のサービスとしてJ SPORTS3（J SPORTS ESPN改め）の平日22時から23:50までの番組を無料放送している。なお無料放送は一部ケーブルテレビ・IP放送では対応していない場合がある。
なお、生中継・録画問わず、試合の中継の放送時間に22・23時台が含まれる場合も（放送開始が18時台や19時台等、放送終了が24時以降であっても）Zone22の対象となり、全編無料放送となる。
2012年4月より、10分拡大して24:00までとなった。
2012年10月よりZone22は廃止となったが、『Foot!』と『野球好きニュース』の初回無料放送は継続している。

## 主な参加番組
- デイリーサッカーニュース・Foot!（月曜～木曜22:00-22:30　金曜22:00-23:00）
- サッカーネット・プレスパス（随時月曜～木曜22:30-22:50→22:30-23:00）

ESPN製作によるサッカー評論トーク番組。英語版wikipediaのページ
放送時間が20分だった時代は、30分のオリジナルを編集して放送していた。
放映権の問題で、一部内容がカットされる場合がある。
- 野球好きニュース（プロ野球公式戦実施日の毎日23:00-24:00を原則）

野球好きニュースは生放送